# Катрін Гакер
Катрін Гакер (нім. Kathrin Haacker, 3 квітня 1967) — німецька академічна веслувальниця.
Олімпійська чемпіонка 1988 року в складі вісімки, бронзова призерка 1992 року в складі вісімки, учасниця 1996 року.
Чемпіонка світу 1989 (парні двійки), 1994 (вісімки) років, срібна призерка 1987 (парні двійки), 1990 (розпашні четвірки без стернової) років, бронзова призерка 1986 (парні двійки), 1993 (вісімки) років.